# Юр’євське (Калузька область)
Юр’євське (рос. Юрьевское) — село в Малоярославецькому районі Калузької області Російської Федерації.
Населення становить 98 осіб. Входить до складу муніципального утворення Село Кудиново.

## Історія
Від 2004 року входить до складу муніципального утворення Село Кудиново.

## Населення
| 2002 | 2010 |
| ---- | ---- |
| 89   | ↗98  |